# José María Pino Suárez (Politiker)

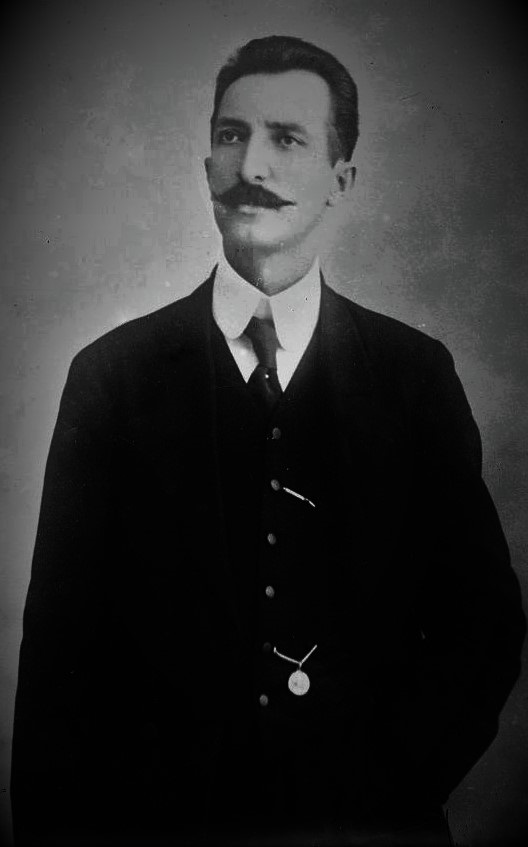
José María Pino Suárez

José María Pino Suárez (* 25. September 1869 in Tenosique; † 22. Februar 1913 in Mexiko-Stadt) war ein mexikanischer Politiker, Jurist, Dichter und Journalist.
Von 1911 bis zu seiner Ermordung 1913 war er der siebte und letzte Vizepräsident Mexikos. Nach ihm wurde das Amt des Vizepräsidenten abgeschafft.

## Leben
Im Bundesstaat Tabasco geboren, ging Pino Suárez zum Jurastudium nach Mérida, Yucatán, woher seine Familie stammte. Nach Abschluss des Studiums gründete er 1896 eine Anwaltskanzlei in Mexiko-Stadt und begann außerdem Gedichte zu schreiben.
1904 kehrte er nach Yucatán zurück und gründete dort die Zeitung El Peninsular, mit der er die Öffentlichkeit auf die sozialen Missstände in Yucatán aufmerksam machen wollte.
1910 schloss er sich dem Präsidentschaftskandidaten Francisco I.  Madero an, der von seinem nordamerikanischen Exil aus die Diktatur des langjährigen Präsidenten Porfirio Díaz bekämpfte. Pino Suárez arbeitete am Plan von San Luis Potosí mit, der die Präsidentschaftswahlen von 1910 wegen Wahlbetrugs für ungültig erklärte und die Mexikaner für den 20. November 1910 zum Sturz des Präsidenten Díaz aufrief.
In der Folge kam es im Norden und Süden Mexikos zu unkoordinierten Aufständen und militärischen Auseinandersetzungen zwischen maderistischen Rebellen und Regierungstruppen.
Am 10. Mai konnten die vereinten Truppen von Pascual Orozco und Pancho Villa die Grenzstadt Ciudad Juárez erobern. Dies führte zu Waffenstillstandsverhandlungen zwischen der Regierung und den Aufständischen. Pino Suárez war einer der wichtigsten Unterhändler und Unterzeichner des Vertrags von Ciudad Juárez, der am 25. Mai 1911 zum Rücktritt von Präsident Porfirio Díaz und zum Ende seiner dreißigjährigen Diktatur führte.
Anschließend war er für kurze Zeit Gouverneur von Yucatán, wurde aber schon bald in den außerordentlichen Wahlen von Oktober und November 1911 zum Vizepräsidenten des Landes gewählt. Im Jahr 1912 übernahm er zusätzlich das Ministerium für Bildung und Kunst.
Während der Decena Trágica vom 9. bis zum 19. Februar 1913 wurde er zusammen mit Präsident Madero von General Victoriano Huerta im Nationalpalast gefangen genommen und zum Rücktritt gezwungen. Kurz darauf wurden beide ermordet.
Seit 1986 ruht sein Leichnam in der „Retonda de las Personas Ilustres“ auf dem Panteón Civil de Dolores in Mexiko-Stadt.

## Familie
1896 heiratete Pino Suárez María Camara Vales, mit der er sechs Kinder hatte.
Im Jahr 1969 wurde ihm posthum die Medalla Belisario Domínguez del Senado de la República verliehen, die seine Witwe stellvertretend in Empfang nahm.
| Personendaten    | Personendaten                                           |
| ---------------- | ------------------------------------------------------- |
| NAME             | Pino Suárez, José María                                 |
| KURZBESCHREIBUNG | mexikanischer Politiker, Jurist, Dichter und Journalist |
| GEBURTSDATUM     | 25. September 1869                                      |
| GEBURTSORT       | Tenosique                                               |
| STERBEDATUM      | 22. Februar 1913                                        |
| STERBEORT        | Mexiko-Stadt                                            |